# 금메달

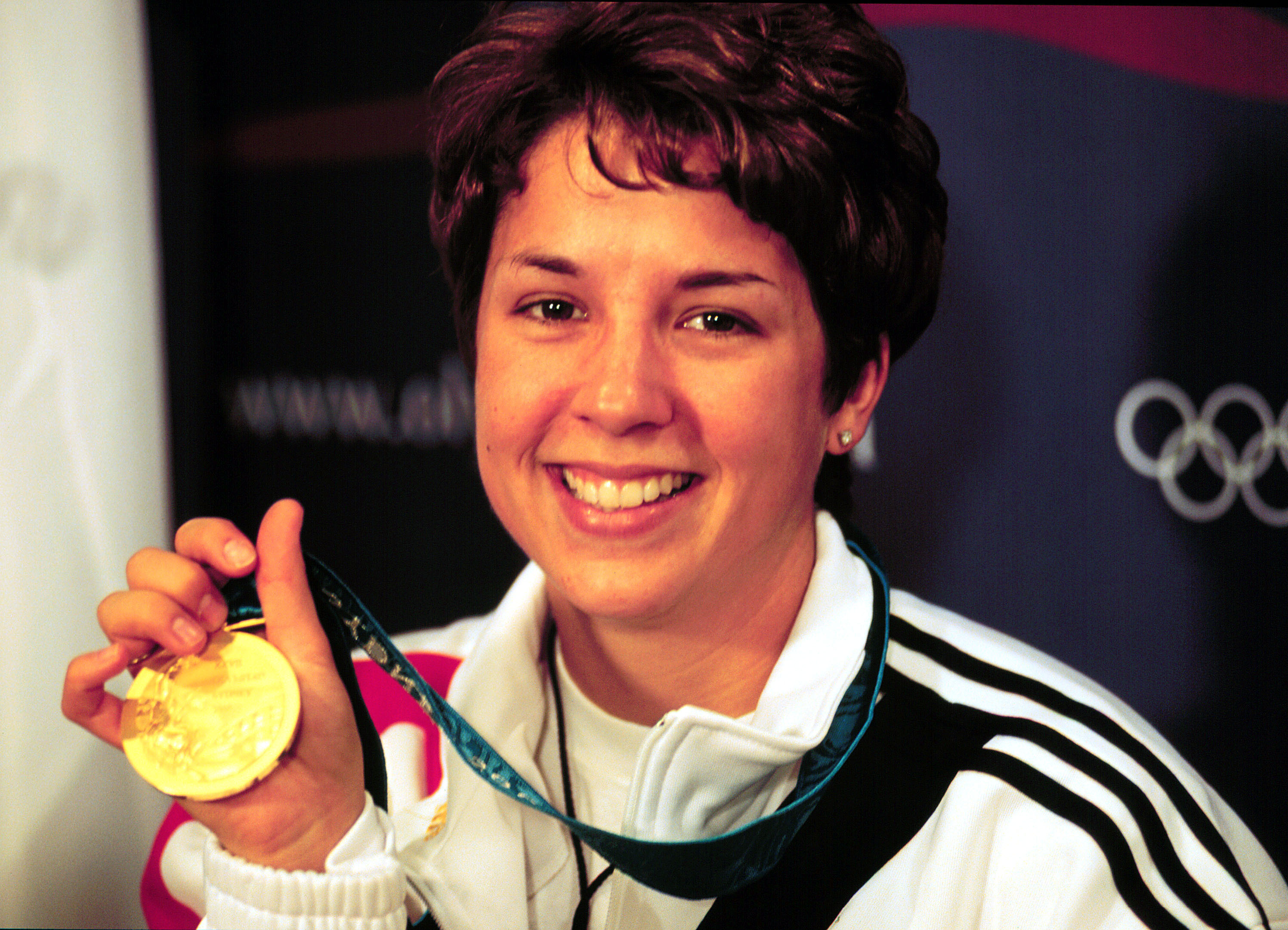
금메달. 사진의 주인공은 2000년 하계 올림픽 사격 종목 금메달리스트인 낸시 존슨.

금메달은 주로 운동 경기나 각종 대회에서 가장 높은 업적을 달성한 사람에게 주는 메달이다. 제조 과정에서 적은 양의 금으로 도금하거나 합금하여 만든다.
18세기 이래로 금메달은 왕립 덴마크 아카데미와 같은 예술 분야에서 주어지는 상이었는데, 경제적으로 어려운 학생에게 상징적으로 수여하였다. 다른 곳에서는 위신만을 상징했다. 유네스코와 다양한 학회를 포함한 오늘날의 많은 기관에서는 매년, 또는 특별하게 금메달을 수여한다.
대부분의 금메달은 금으로 도금하거나 올림픽 경기처럼 은에 금을 입히는데, 이례적으로 고체 금으로만 만드는 메달로는 로렌츠 메달, 미국의 의회 금메달, 노벨상 메달이 유명하다. 노벨상은 녹금 18 캐럿에 24 캐럿의 금을 도금하는데, 1980년 전에는 23 캐럿의 금을 사용하였다.

## 대회 메달
메달은 역사적으로 다양한 형태의 경쟁 활동, 특히 체육 분야에서 상으로 주어졌다.
전통적으로 메달은 다음의 금속 순으로 만든다.
1. 금 (또는 황동과 같은 노란 금속)
2. 은 (또는 철과 같은 회색 금속)
3. 청동

이 금속들은 그리스 신화에서 헤시오도스가 설명한 세 가지 인간의 시대를 나타내는 것인데, 이 세 가지 시대는 인간이 신과 함께 살았던 금의 시대, 젊음이 천년까지 지속되는 은의 시대, 그리고 영웅의 시대인 청동 시대이다. (현재 시대는 철의 시대) 금에서 청동으로 갈수록 부식하기 쉬운 경향을 보인다는 것이 특징이다.
메달의 기준은 1904년 하계 올림픽에서 세워졌다. 1896년 경기에서는 승자에게 은메달을 수여하였고, 2위에게는 동메달을 주었다. 1900년에는 메달 대신에 다른 상을 수여하였다.

## 올림픽
현대 올림픽 경기에서는 승자가 금메달을 받음으로써 자신의 업적을 인정 받는다. 고대 올림픽 경기에서는 메달을 수여하지 않았다. 1896년 하계 올림픽에서는 승자에게 은메달, 2위에게는 동메달을 수여하였다. 1900년에는 대부분의 승자에게 메달 대신에 컵이나 트로피를 수여하였다.
1위부터 3위까지의 승자에게 금, 은, 동 메달을 연달아 수여하는 관행은 1904년 경기에서부터 시작되었고, 다른 스포츠 경기에서도 이것을 채용하였다. 메달의 주조는 개최 도시에서 담당한다. 1928년부터 1968년까지의 메달 디자인은 모두 동일한데, 앞면은 플로렌스 예술가 주세페 카시올리의 포괄적인 디자인과 함께 개최 도시의 이름이 새겨져 있으며, 뒷면은 올림픽 우승자를 새긴 포괄적인 디자인으로 구성되어 있다.
1972년부터 2000년까지는 카시올리의 디자인 (또는 약간의 변형)을 앞면에 남겨두고 뒷면에 개최 도시가 자유롭게 디자인을 새겼다. 카시올리의 디자인은 로마의 원형 경기장을 담고 있었는데, 아테네에서 개최한 2004년 하계 올림픽부터는 그리스가 본래의 올림픽 발상지였음을 나타내기 위해 엘레나 보스티가 제작한 새로운 앞면 디자인을 선정하였다. 새롭게 디자인된 앞면에는 날개 달린 승리의 여신 니케가 월계관을 건네는 모습이 묘사되어 있으며, 최초의 근대 올림픽이 개최된 파나티나이코 경기장을 배경으로 하고 있다. 베이징에서 개최한 2008년 하계 올림픽에서는 뒷면에 로고와 함께 옥으로 된 반지를 장식하였다.
동계 올림픽 메달은 하계 올림픽에 비해 매우 다양한 재료와 디자인으로 만들어지며, 은메달과 동메달은 항상 동일한 디자인이다. 2006년에는 도넛 형태의 메달을 선보이기도 했다.
1912년 이후부터 수여하는 금메달은 국제 올림픽 위원회 헌장에 따라서 지름 6cm 이상, 두께 3mm 이상으로 1,000분의 925 순도를 지닌 은에 최소 6그램 가량의 금을 도금한 것인데, 금메달이라는 명칭은 금속 재료 대신에 메달의 색상과 지위를 우선한 것이다.
한국인 중 올림픽 금메달을 처음으로 획득한 사람은 손기정이나, 대한민국 국적으로만 따진다면 양정모가 최초이다.

## 같이 보기
- 은메달
- 동메달